# Moshoryne
Moshoryne (en ucraniano: Мошорине) este es un aldea en Ucrania, perteneciente a la óblast de Kirovogrado. 

## Historia
El aldea fue fundado por colonos serbios a mediados del siglo XVIII 

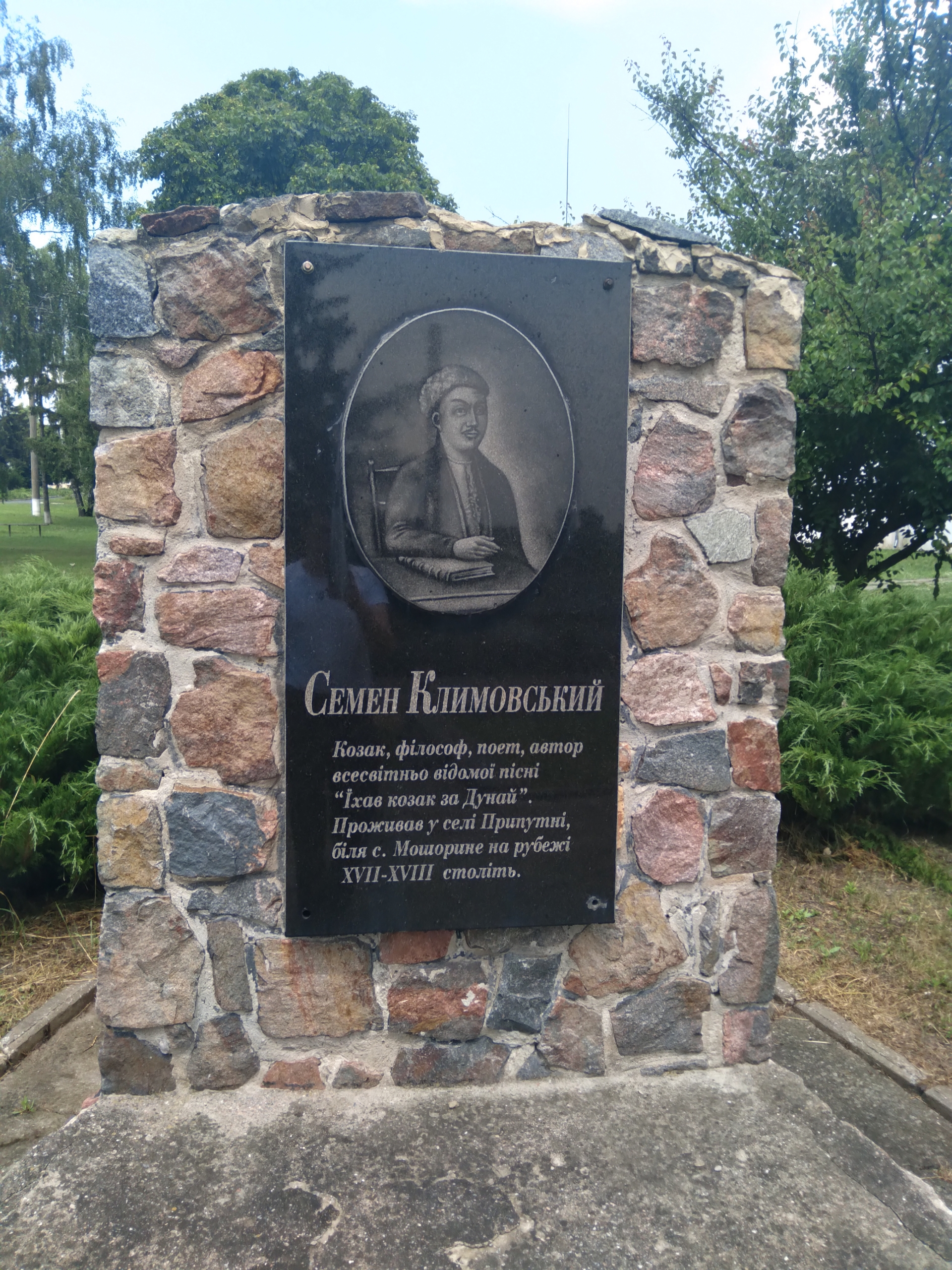
un monumento a Semen Klymovskiy

Fue en este aldea donde murió el autor de la famosa canción popular ucraniana "Un cosaco cabalgó" , 
Semen Klymovskiy .
Durante el Holodomor, al menos 26 aldeanos murieron. Como recuerda la residente local Olena Jermolenko (1913-2002): “Todos los días de 1933, de camino a la Koljós, veía personas a quienes los soldados soviéticos les habían quitado el último alimento: adultos, ancianos, niños con el estómago hinchado, después de Al cabo de un largo ayuno se fueron resquebrajando y por las grietas rezumaba líquido. Cientos de familias de la Moshoryne que tenían sus propias granjas fueron reconocidas por el gobierno como “kulaks” y encarceladas o fusiladas. Y sus cuerpos fueron enterrados en secreto fuera del aldea 
En 1943, durante las batallas de la Segunda Guerra Mundial, según las memorias de Olena Jermolenko (1913-2002), "las vacas estaban cubiertas de sangre hasta el estómago" (todo el terreno circundante estaba manchado de sangre humana) 